# Bóng rổ tại Đại hội Thể thao Đông Nam Á
Bóng rổ là môn thể thao lần đầu tiên được đưa vào chương trình thi đấu tại kì Đại hội Thể thao Đông Nam Á (SEA Games) năm 1977 ở Kuala Lumpur, Malaysia. Kể từ đó đến nay, bóng rổ luôn có mặt trong hầu hết các kỳ đại hội, trở thành một trong những môn thi đấu quen thuộc
Philippines đã thống trị nội dung bóng rổ nam kể từ khi môn thể thao này được đưa vào thi đấu, với 19/22 huy chương vàng. Trong khi đó, Malaysia là quốc gia thành công nhất ở nội dung nữ, giành chiến thắng 13/21 kỳ SEA Games.
Từ năm 2019, nội dung bóng rổ 3x3 chính thức được đưa vào chương trình thi đấu, bên cạnh nội dung truyền thống là 5x5.

## Giải đấu nam

### 5x5
| Năm           | Chủ nhà               | Trận tranh huy chương vàng                                                                  | Trận tranh huy chương vàng                                                                  | Trận tranh huy chương vàng                                                                  | Trận tranh huy chương đồng                                                                  | Trận tranh huy chương đồng                                                                  | Trận tranh huy chương đồng                                                                  |
| Năm           | Chủ nhà               | Huy chương vàng                                                                             | Tỷ số                                                                                       | Huy chương bạc                                                                              | Huy chương đồng                                                                             | Tỷ số                                                                                       | Hạng tư                                                                                     |
| ------------- | --------------------- | ------------------------------------------------------------------------------------------- | ------------------------------------------------------------------------------------------- | ------------------------------------------------------------------------------------------- | ------------------------------------------------------------------------------------------- | ------------------------------------------------------------------------------------------- | ------------------------------------------------------------------------------------------- |
| 1977 Chi tiết | Kuala Lumpur          | · Philippines ·                                                                             | Thi đấu vòng tròn                                                                           | · Malaysia ·                                                                                | · Thái Lan ·                                                                                | Thi đấu vòng tròn                                                                           | · Singapore ·                                                                               |
| 1979 Chi tiết | Jakarta               | · Malaysia ·                                                                                |                                                                                             | · Philippines ·                                                                             | · Singapore ·                                                                               |                                                                                             | · Indonesia ·                                                                               |
| 1981 Chi tiết | Manila                | · Philippines ·                                                                             | 91–74                                                                                       | · Malaysia ·                                                                                | · Thái Lan ·                                                                                | 99–90                                                                                       | · Singapore ·                                                                               |
| 1983 Chi tiết | Singapore             | · Philippines ·                                                                             | Thi đấu vòng tròn                                                                           | · Malaysia ·                                                                                | · Thái Lan ·                                                                                | Thi đấu vòng tròn                                                                           | · Singapore ·                                                                               |
| 1985 Chi tiết | Bangkok               | · Philippines ·                                                                             |                                                                                             | · Malaysia ·                                                                                | · Thái Lan ·                                                                                |                                                                                             |                                                                                             |
| 1987 Chi tiết | Jakarta               | · Philippines ·                                                                             |                                                                                             | · Malaysia ·                                                                                | · Thái Lan ·                                                                                |                                                                                             | · Indonesia ·                                                                               |
| 1989 Chi tiết | Kuala Lumpur          | · Malaysia ·                                                                                | Thi đấu vòng tròn                                                                           | · Philippines ·                                                                             | · Thái Lan ·                                                                                | Thi đấu vòng tròn                                                                           | · Singapore ·                                                                               |
| 1991 Chi tiết | Thành phố Quezon      | · Philippines ·                                                                             | 77–72                                                                                       | · Thái Lan ·                                                                                | · Malaysia ·                                                                                | 103–80                                                                                      | · Singapore ·                                                                               |
| 1993 Chi tiết | Singapore             | · Philippines ·                                                                             | 71–66                                                                                       | · Thái Lan ·                                                                                | · Indonesia ·                                                                               |                                                                                             |                                                                                             |
| 1995 Chi tiết | Chiang Mai            | · Philippines ·                                                                             | 108–89                                                                                      | · Thái Lan ·                                                                                | · Malaysia ·                                                                                |                                                                                             | · Indonesia ·                                                                               |
| 1997 Chi tiết | Jakarta               | · Philippines ·                                                                             | 96–86                                                                                       | · Malaysia ·                                                                                | · Thái Lan ·                                                                                | 68–57                                                                                       | · Indonesia ·                                                                               |
| 1999 Chi tiết | Bandar Seri Begawan   | · Philippines ·                                                                             | 89–69                                                                                       | · Thái Lan ·                                                                                | · Indonesia ·                                                                               | 71–48                                                                                       | · Malaysia ·                                                                                |
| 2001 Chi tiết | Kuala Lumpur          | · Philippines ·                                                                             | Thi đấu vòng tròn                                                                           | · Indonesia ·                                                                               | · Malaysia ·                                                                                | Thi đấu vòng tròn                                                                           | · Thái Lan ·                                                                                |
| 2003 Chi tiết | Thành phố Hồ Chí Minh | · Philippines ·                                                                             | Thi đấu vòng tròn                                                                           | · Thái Lan ·                                                                                | · Malaysia ·                                                                                | Thi đấu vòng tròn                                                                           | · Singapore ·                                                                               |
| 2005          | Antipolo              | Không tổ chức - Philippines, nước chủ nhà, bị đỉnh chỉ bởi FIBA.                            | Không tổ chức - Philippines, nước chủ nhà, bị đỉnh chỉ bởi FIBA.                            | Không tổ chức - Philippines, nước chủ nhà, bị đỉnh chỉ bởi FIBA.                            | Không tổ chức - Philippines, nước chủ nhà, bị đỉnh chỉ bởi FIBA.                            | Không tổ chức - Philippines, nước chủ nhà, bị đỉnh chỉ bởi FIBA.                            | Không tổ chức - Philippines, nước chủ nhà, bị đỉnh chỉ bởi FIBA.                            |
| 2007 Chi tiết | Nakhon Ratchasima     | · Philippines ·                                                                             | Thi đấu vòng tròn                                                                           | · Indonesia ·                                                                               | · Malaysia ·                                                                                | Thi đấu vòng tròn                                                                           | · Thái Lan ·                                                                                |
| 2009          | Viêng Chăn            | Không tổ chức - Lào, nước chủ nhà, số lượng môn thể thao giảm do hạn chế về cơ sở vật chất. | Không tổ chức - Lào, nước chủ nhà, số lượng môn thể thao giảm do hạn chế về cơ sở vật chất. | Không tổ chức - Lào, nước chủ nhà, số lượng môn thể thao giảm do hạn chế về cơ sở vật chất. | Không tổ chức - Lào, nước chủ nhà, số lượng môn thể thao giảm do hạn chế về cơ sở vật chất. | Không tổ chức - Lào, nước chủ nhà, số lượng môn thể thao giảm do hạn chế về cơ sở vật chất. | Không tổ chức - Lào, nước chủ nhà, số lượng môn thể thao giảm do hạn chế về cơ sở vật chất. |
| 2011 Chi tiết | Jakarta               | · Philippines ·                                                                             | 85–57                                                                                       | · Thái Lan ·                                                                                | · Indonesia ·                                                                               | 78–54                                                                                       | · Malaysia ·                                                                                |
| 2013 Chi tiết | Naypyidaw             | · Philippines ·                                                                             | Thi đấu vòng tròn                                                                           | · Thái Lan ·                                                                                | · Singapore ·                                                                               | Thi đấu vòng tròn                                                                           | · Malaysia ·                                                                                |
| 2015 Chi tiết | Singapore             | · Philippines ·                                                                             | 72–64                                                                                       | · Indonesia ·                                                                               | · Singapore ·                                                                               | 54–49                                                                                       | · Thái Lan ·                                                                                |
| 2017 Chi tiết | Kuala Lumpur          | · Philippines ·                                                                             | 94–55                                                                                       | · Indonesia ·                                                                               | · Thái Lan ·                                                                                | 65–55                                                                                       | · Singapore ·                                                                               |
| 2019 Chi tiết | Pasay                 | · Philippines ·                                                                             | 115–81                                                                                      | · Thái Lan ·                                                                                | · Việt Nam ·                                                                                | 86–71                                                                                       | · Indonesia ·                                                                               |
| 2021 Chi tiết | Hà Nội                | · Indonesia ·                                                                               | Thi đấu vòng tròn                                                                           | · Philippines ·                                                                             | · Thái Lan ·                                                                                | Thi đấu vòng tròn                                                                           | · Việt Nam ·                                                                                |
| 2023 Chi tiết | Phnôm Pênh            | · Philippines ·                                                                             | 80–69                                                                                       | · Campuchia ·                                                                               | · Thái Lan ·                                                                                | 83–69                                                                                       | · Indonesia ·                                                                               |

#### Bảng huy chương
| Hạng               | Đoàn               | Vàng | Bạc | Đồng | Tổng số |
| ------------------ | ------------------ | ---- | --- | ---- | ------- |
| 1                  | Philippines (PHI)  | 19   | 3   | 0    | 22      |
| 2                  | Malaysia (MAS)     | 2    | 6   | 5    | 13      |
| 3                  | Indonesia (INA)    | 1    | 4   | 3    | 8       |
| 4                  | Thái Lan (THA)     | 0    | 8   | 10   | 18      |
| 5                  | Campuchia (CAM)    | 0    | 1   | 0    | 1       |
| 6                  | Singapore (SIN)    | 0    | 0   | 3    | 3       |
| 7                  | Việt Nam (VIE)     | 0    | 0   | 1    | 1       |
| Tổng số (7 đơn vị) | Tổng số (7 đơn vị) | 22   | 22  | 22   | 66      |

#### Bảng xếp hạng giải đấu
| Đội tuyển   | 1999 | 2001 | 2003 | 2005 | 2007 | 2009 | 2011 | 2013 | 2015 | 2017 | 2019 | 2021 | 2023 |
| ----------- | ---- | ---- | ---- | ---- | ---- | ---- | ---- | ---- | ---- | ---- | ---- | ---- | ---- |
| Brunei      | 6th  | DNP  | DNP  | NH   | DNP  | NH   | DNP  | DNP  | DNP  | DNP  | DNP  | DNP  | DNP  |
| Campuchia   | 7th  | DNP  | DNP  | NH   | 5th  | NH   | 7th  | 6th  | 6th  | 7th  | 7th  | 7th  | 2nd  |
| Đông Timor  | DNP  | DNP  | DNP  | NH   | DNP  | NH   | DNP  | DNP  | 9th  | DNP  | DNP  | DNP  | DNP  |
| Lào         | DNP  | DNP  | DNP  | NH   | DNP  | NH   | DNP  | DNP  | DNP  | 8th  | DNP  | DNP  | 8th  |
| Indonesia   | 3rd  | 2nd  | 5th  | NH   | 2nd  | NH   | 3rd  | 5th  | 2nd  | 2nd  | 4th  | 1st  | 4th  |
| Malaysia    | 4th  | 3rd  | 3rd  | NH   | 3rd  | NH   | 4th  | 4th  | 5th  | 5th  | 6th  | 5th  | 5th  |
| Myanmar     | DNP  | DNP  | DNP  | NH   | DNP  | NH   | 8th  | 7th  | 8th  | 9th  | 8th  | DNP  | DNP  |
| Philippines | 1st  | 1st  | 1st  | NH   | 1st  | NH   | 1st  | 1st  | 1st  | 1st  | 1st  | 2nd  | 1st  |
| Singapore   | 5th  | 5th  | 4th  | NH   | DNP  | NH   | 5th  | 3rd  | 3rd  | 4th  | 5th  | 6th  | 7th  |
| Thái Lan    | 2nd  | 4th  | 2nd  | NH   | 4th  | NH   | 2nd  | 2nd  | 4th  | 3rd  | 2nd  | 3rd  | 3rd  |
| Việt Nam    | DNP  | 6th  | 6th  | NH   | DNP  | NH   | 6th  | DNP  | 7th  | 6th  | 3rd  | 4th  | 6th  |

- DNP : Không tham gia
- NH: Không tổ chức
- Viền màu đỏ: Nước chủ nhà

### 3x3
| Năm           | Chủ nhà    | Trận tranh huy chương vàng | Trận tranh huy chương vàng | Trận tranh huy chương vàng | Trận tranh huy chương đồng | Trận tranh huy chương đồng | Trận tranh huy chương đồng |
| Năm           | Chủ nhà    | Huy chương vàng            | Tỷ số                      | Huy chương bạc             | Huy chương đồng            | Tỷ số                      | Hạng 4                     |
| ------------- | ---------- | -------------------------- | -------------------------- | -------------------------- | -------------------------- | -------------------------- | -------------------------- |
| 2019 Chi tiết | San Juan   | · Philippines ·            | 21–9                       | · Indonesia ·              | · Việt Nam ·               | 21–17                      | · Thái Lan ·               |
| 2021 Chi tiết | Hà Nội     | · Thái Lan ·               | 21–19                      | · Việt Nam ·               | · Philippines ·            | 14–10                      | · Indonesia ·              |
| 2023 Chi tiết | Phnôm Pênh | · Campuchia ·              | 20–15                      | · Philippines ·            | · Thái Lan ·               | 21–13                      | · Việt Nam ·               |

#### Bảng huy chương
| Hạng               | Đoàn               | Vàng | Bạc | Đồng | Tổng số |
| ------------------ | ------------------ | ---- | --- | ---- | ------- |
| 1                  | Philippines        | 1    | 1   | 1    | 3       |
| 2                  | Thái Lan           | 1    | 0   | 1    | 2       |
| 3                  | Campuchia          | 1    | 0   | 0    | 1       |
| 4                  | Việt Nam           | 0    | 1   | 1    | 2       |
| 5                  | Indonesia          | 0    | 1   | 0    | 1       |
| Tổng số (5 đơn vị) | Tổng số (5 đơn vị) | 3    | 3   | 3    | 9       |

## Giải đấu nữ

### 5x5
| Năm           | Chủ nhà               | Vàng                                                                                        | Bạc                                                                                         | Đồng                                                                                        |
| ------------- | --------------------- | ------------------------------------------------------------------------------------------- | ------------------------------------------------------------------------------------------- | ------------------------------------------------------------------------------------------- |
| 1977 Chi tiết | Kuala Lumpur          | · Malaysia ·                                                                                | · Thái Lan ·                                                                                | · Singapore ·                                                                               |
| 1979 Chi tiết | Jakarta               | · Malaysia ·                                                                                | · Thái Lan ·                                                                                | · Indonesia ·                                                                               |
| 1981 Chi tiết | Manila                | · Malaysia ·                                                                                | · Philippines ·                                                                             | · Thái Lan ·                                                                                |
| 1983 Chi tiết | Singapore             | · Malaysia ·                                                                                | · Philippines ·                                                                             | · Singapore ·                                                                               |
| 1985 Chi tiết | Bangkok               | · Malaysia ·                                                                                | · Philippines ·                                                                             | · Singapore ·                                                                               |
| 1987 Chi tiết | Jakarta               | · Malaysia ·                                                                                | · Thái Lan ·                                                                                | · Philippines ·                                                                             |
| 1989 Chi tiết | Kuala Lumpur          | · Thái Lan ·                                                                                | · Malaysia ·                                                                                | · Indonesia ·                                                                               |
| 1991 Chi tiết | Thành phố Quezon      | · Thái Lan ·                                                                                | · Indonesia ·                                                                               | · Malaysia ·                                                                                |
| 1993 Chi tiết | Singapore             | · Malaysia ·                                                                                | · Thái Lan ·                                                                                | · Philippines ·                                                                             |
| 1995 Chi tiết | Chiang Mai            | · Thái Lan ·                                                                                | · Philippines ·                                                                             | · Malaysia ·                                                                                |
| 1997 Chi tiết | Jakarta               | · Malaysia ·                                                                                | · Thái Lan ·                                                                                | · Indonesia ·                                                                               |
| 1999          | Bandar Seri Begawan   | Không tổ chức                                                                               | Không tổ chức                                                                               | Không tổ chức                                                                               |
| 2001 Chi tiết | Kuala Lumpur          | · Malaysia ·                                                                                | · Thái Lan ·                                                                                | · Philippines ·                                                                             |
| 2003 Chi tiết | Thành phố Hồ Chí Minh | · Malaysia ·                                                                                | · Singapore ·                                                                               | · Philippines ·                                                                             |
| 2005          | Thành phố Quezon      | Không tổ chức - Philippines, nước chủ nhà, bị đỉnh chỉ bởi FIBA.                            | Không tổ chức - Philippines, nước chủ nhà, bị đỉnh chỉ bởi FIBA.                            | Không tổ chức - Philippines, nước chủ nhà, bị đỉnh chỉ bởi FIBA.                            |
| 2007 Chi tiết | Nakhon Ratchasima     | · Malaysia ·                                                                                | · Thái Lan ·                                                                                | · Philippines ·                                                                             |
| 2009          | Viêng Chăn            | Không tổ chức - Lào, nước chủ nhà, số lượng môn thể thao giảm do hạn chế về cơ sở vật chất. | Không tổ chức - Lào, nước chủ nhà, số lượng môn thể thao giảm do hạn chế về cơ sở vật chất. | Không tổ chức - Lào, nước chủ nhà, số lượng môn thể thao giảm do hạn chế về cơ sở vật chất. |
| 2011 Chi tiết | Jakarta               | · Thái Lan ·                                                                                | · Philippines ·                                                                             | · Malaysia ·                                                                                |
| 2013 Chi tiết | Naypyidaw             | · Thái Lan ·                                                                                | · Philippines ·                                                                             | · Malaysia ·                                                                                |
| 2015 Chi tiết | Singapore             | · Malaysia ·                                                                                | · Indonesia ·                                                                               | · Thái Lan ·                                                                                |
| 2017 Chi tiết | Kuala Lumpur          | · Malaysia ·                                                                                | · Thái Lan ·                                                                                | · Indonesia ·                                                                               |
| 2019 Chi tiết | Pasay                 | · Philippines ·                                                                             | · Thái Lan ·                                                                                | · Indonesia ·                                                                               |
| 2021 Chi tiết | Hà Nội                | · Philippines ·                                                                             | · Indonesia ·                                                                               | · Malaysia ·                                                                                |
| 2023 Chi tiết | Phnôm Pênh            | · Indonesia ·                                                                               | · Philippines ·                                                                             | · Malaysia ·                                                                                |

#### Bảng huy chương
| Hạng               | Đoàn               | Vàng | Bạc | Đồng | Tổng số |
| ------------------ | ------------------ | ---- | --- | ---- | ------- |
| 1                  | Malaysia           | 13   | 1   | 6    | 20      |
| 2                  | Thái Lan           | 5    | 9   | 2    | 16      |
| 3                  | Philippines        | 2    | 7   | 5    | 14      |
| 4                  | Indonesia          | 1    | 3   | 5    | 9       |
| 5                  | Singapore          | 0    | 1   | 3    | 4       |
| Tổng số (5 đơn vị) | Tổng số (5 đơn vị) | 21   | 21  | 21   | 63      |

### 3x3
| Năm           | Chủ nhà    | Vàng            | Bạc             | Đồng          |
| ------------- | ---------- | --------------- | --------------- | ------------- |
| 2019 Chi tiết | San Juan   | · Philippines · | · Thái Lan ·    | · Malaysia ·  |
| 2021 Chi tiết | Hà Nội     | · Thái Lan ·    | · Việt Nam ·    | · Indonesia · |
| 2023 Chi tiết | Phnôm Pênh | · Việt Nam ·    | · Philippines · | · Indonesia · |

#### Bảng huy chương
| Hạng               | Đoàn               | Vàng | Bạc | Đồng | Tổng số |
| ------------------ | ------------------ | ---- | --- | ---- | ------- |
| 1                  | Philippines        | 1    | 1   | 0    | 2       |
| 1                  | Thái Lan           | 1    | 1   | 0    | 2       |
| 1                  | Việt Nam           | 1    | 1   | 0    | 2       |
| 4                  | Indonesia          | 0    | 0   | 2    | 2       |
| 5                  | Malaysia           | 0    | 0   | 1    | 1       |
| Tổng số (5 đơn vị) | Tổng số (5 đơn vị) | 3    | 3   | 3    | 9       |

## Bảng tổng sắp huy chương
| Hạng               | Đoàn               | Vàng | Bạc | Đồng | Tổng số |
| ------------------ | ------------------ | ---- | --- | ---- | ------- |
| 1                  | Philippines (PHI)  | 23   | 12  | 6    | 41      |
| 2                  | Malaysia (MAS)     | 15   | 7   | 12   | 34      |
| 3                  | Thái Lan (THA)     | 7    | 18  | 13   | 38      |
| 4                  | Indonesia (INA)    | 2    | 8   | 10   | 20      |
| 5                  | Việt Nam (VIE)     | 1    | 2   | 2    | 5       |
| 6                  | Campuchia (CAM)    | 1    | 1   | 0    | 2       |
| 7                  | Singapore (SIN)    | 0    | 1   | 6    | 7       |
| Tổng số (7 đơn vị) | Tổng số (7 đơn vị) | 49   | 49  | 49   | 147     |